# Albrecht Jungk

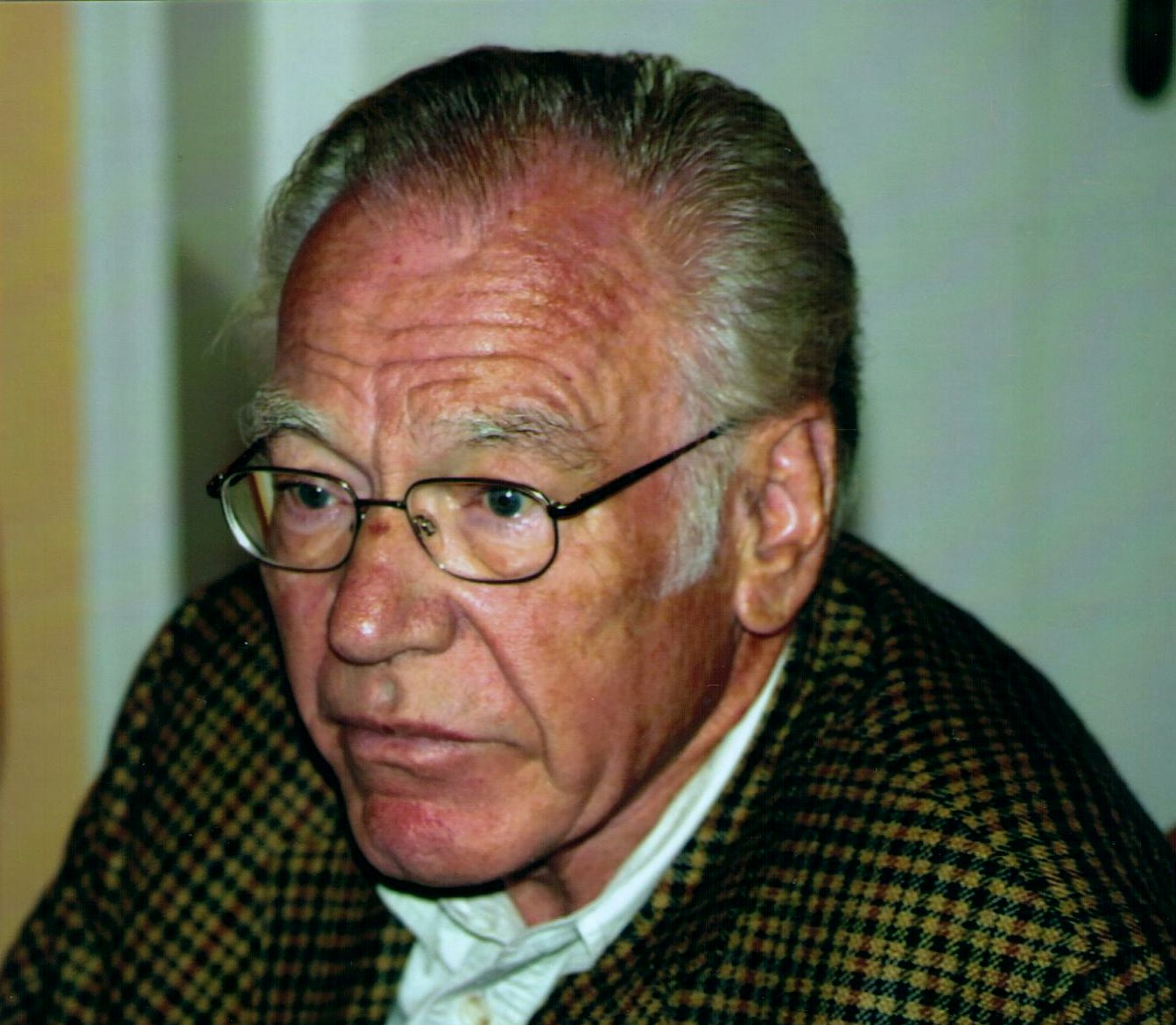
Albrecht Jungk (2008)

Albrecht Olaf Jungk (* 13. Dezember 1929 in Neudietendorf, Thüringen; † 5. März 2024) war ein deutscher Agrikulturchemiker auf dem Gebiet der Pflanzenernährung. Er lehrte an den Universitäten Hannover und Göttingen. Sein Forschungsschwerpunkt war die Rhizosphäre, vornehmlich die Nährstoffdynamik im Grenzbereich von Pflanzenwurzel und Boden.

## Lebensweg
Albrecht Jungk, Sohn eines Ingenieurs und Unternehmers, absolvierte nach dem Abitur in Erfurt eine Gärtnerlehre in Thüringen und studierte seit 1952 Gartenbauwissenschaften an der Technischen Hochschule Hannover. 1960 promovierte er dort mit einer Dissertation über Substratnährstoffe in gärtnerischen Topfkulturen. Als wissenschaftlicher Assistent und Oberassistent an dem von Karl Rathsack geleiteten Institut für Pflanzenernährung der TU Hannover arbeitete er in den folgenden Jahren besonders über den Ionenhaushalt der Pflanzen. 1966 erwarb er die Venia legendi für das Fachgebiet Pflanzenernährung. Seitdem lehrte und forschte er als Universitätsdozent, ab 1970 als Wissenschaftlicher Rat und Professor am Institut für Pflanzenernährung der TU Hannover.
1972/73 weilte Jungk als Gastwissenschaftler für ein Jahr bei dem Agrikulturchemiker Stanley A. Barber an der Purdue University (USA). Hier erhielt er nachhaltige Anregungen zur Erforschung der Interaktionen von Wurzel und Boden im Prozess der Mineralstoffernährung von Pflanzen. 1983 folgte er einem Ruf der Georg-August-Universität Göttingen. An der Fakultät für Agrarwissenschaften übernahm er den Lehrstuhl für Agrikulturchemie, den er bis zum Eintritt in den Ruhestand innehatte. An ihn ergangene Rufe der Universitäten Bonn und Hannover lehnte er ab.

## Forschung und Lehre
Die Rhizosphäre war das zentrale Forschungsgebiet von Jungk in Göttingen. Er untersuchte vor allem Prozesse des Übergangs der Mineralstoffe aus dem Boden in die Pflanze und die Faktoren, die sie kausal bestimmen. Dabei studierte er besonders das Phänomen der Konzentrationsveränderungen, die im wurzelnahen Boden als Folge der Aufnahme eines Nährstoffs in die Pflanze einerseits und seines Antransportes aus dem Boden andererseits in bedeutendem Maße auftreten. In zahlreichen Experimenten hat er gezeigt, dass neben der chemisch bedingten Verfügbarkeit der Nährstoffe auch deren Mobilität im Boden und damit ihre lokale Zugänglichkeit für die Nährstoffversorgung wesentlich sind. Als Folge führte Jungk den Begriff „Räumliche Nährstoffzugänglichkeit“ in die Fachterminologie der Pflanzenernährung ein. Im Zusammenhang damit ergab sich, dass das Nährstoffaneignungsvermögen der Pflanzen maßgeblich von den morphologischen und physiologischen Eigenschaften der Wurzeln abhängt. Um das artspezifische Verhalten der Pflanzen zu ergründen, erstreckten sich seine Untersuchungen auch auf die Architektur der Wurzelsysteme sowie auf spezifische Abscheidungen der Wurzeln in den angrenzenden Bodenraum und die Bedeutung dieser Faktoren für die Ernährung der Pflanzen.
Die zunächst im Laboratorium erkannten Zusammenhänge überprüfte Jungk in umfangreichen Feldversuchen auf unterschiedlichen Standorten. Die Versuchsergebnisse bestätigten die Richtigkeit seiner Konzeption von der räumlichen Zugänglichkeit der Pflanzennährstoffe. Dabei ergab sich eine enge Zusammenarbeit mit beratenden Institutionen der landwirtschaftlichen Praxis und „alte“ Empfehlungen für die Höhe der Phosphat- und Kalidüngung im Landbau konnten an die neuen Erkenntnisse angepasst werden.
Die Publikationsliste von Jungk umfasst 120 Veröffentlichungen in wissenschaftlichen Fachzeitschriften und Handbüchern. Viele seiner englischsprachigen Beiträge fanden international große Beachtung und Jungk gehörte zu den kompetentesten Rhizosphärenforschern seiner Zeit. Als Senior-Professor für ausländische Gastwissenschaftler war er stets ein begehrter Diskussionspartner. 20 Doktoranden führte er zur Promotion.
Von seinen zusammenfassenden Übersichtsarbeiten sind hervorzuheben: „Grundlagen für die rationelle Nutzung der Pflanzennährstoffe des Bodens“ (1990), „Dynamics of nutrient movement at the soil-root interface“ (1991; 3. Aufl. 2002), „Die Pflanzenverfügbarkeit der Nährstoffe im Boden: chemische und räumliche Aspekte“ (1993), „Pflanzennährstoffe und Düngemittel“ (1995) und der gemeinsam mit Norbert Claassen verfasste Beitrag „Ion diffusion in the soil-root system“ (1997).
Von 1980 bis 1989 war Jungk Mitglied im Vorstand der Deutschen Gesellschaft für Pflanzenernährung, von 1984 bis 1987 Fachgutachter für Agrikulturchemie bei der Deutschen Forschungsgemeinschaft und von 1984 bis 1987 Vorsitzender der Kommission IV (Bodenfruchtbarkeit und Pflanzenernährung) der Deutschen Bodenkundlichen Gesellschaft. Von 1984 bis 1987 leitete er die Arbeitsgruppe „Rhizosphere“ bei der International Soil Science Society. Von 1990 bis 1993 war er Vizepräsident des Verbandes Deutscher Landwirtschaftlicher Untersuchungs- und Forschungsanstalten, der ihn 1995 zum Ehrenmitglied ernannte. Von 1978 bis 1990 prägte Jungk als Redakteur für Pflanzenernährung das wissenschaftliche Profil der „Zeitschrift für Pflanzenernährung und Bodenkunde“ maßgeblich.

## Schriften
- Über die Bestimmung von Substratnährstoffen insbesondere mit Schnellmethoden und den Aussagewert der Ergebnisse für gärtnerische Topfkulturen. Diss. Techn. Hochsch. Hannover, Fak. für Gartenbau und Landeskultur 1960. Maschinenschrift.
- Untersuchungen über das Kationen-Anionen-Gleichgewicht in Pflanzen und seine Bedeutung für den Ertrag. Habil.-Schr. Techn. Hochsch. Hannover, Fak. für Gartenbau und Landeskultur 1965. Maschinenschrift.
- Mineralstoff- und Wassergehalt in Abhängigkeit von der Entwicklung der Pflanzen. In: Zeitschrift für Pflanzenernährung und Bodenkunde Bd. 125, 1970, S. 119–129.
- Phosphate uptake characteristics of intact root systems in nutrient solution as affected by plant species, age and P-supply. In: Proceedings of the International Colloqium of Plant Analysis and Fertilizer Problems. Hannover 1974, S. 185–196.
- Phosphatdynamik in der Rhizosphäre und Phosphatverfügbarkeit für Pflanzen. In: Die Bodenkultur Bd. 35, 1984, S. 165–172.
- Grundlagen für die rationelle Nutzung der Pflanzennährstoffe des Bodens. In: Pflanzenproduktion im Wandel. Neue Aspekte in den Agrarwissenschaften. Herausgegeben von G. Haug, G. Schuhmann und G. Fischbeck. VCH Verlagsgesellschaft Weinheim 1990, S. 197–225. – 2. Aufl. ebd. 1992.
- Dynamics of nutrient movement at the soil-root interface. In: Plant Roots. The Hidden Half. Edited by Y. Waisel, U. Kafkafi and U. Eshel. Marcel Dekker, Inc., New York, Basel, Hongkong 1991, S. 455–481; 2. Aufl. ebd. 1996, S. 529–566; 3. Aufl. ebd. 2002, S. 587–616.
- Die Pflanzenverfügbarkeit der Nährstoffe im Boden: chemische und räumliche Aspekte. In: Berichte über Landwirtschaft, Sonderheft 207, 1993, S. 70–85.
- Pflanzennährstoffe und Düngemittel. In: Schadwirkungen auf Pflanzen. Herausgegeben von B. Hock und E. F. Elstner. 3. Aufl. Spektrum Akademischer Verlag, Heidelberg, Berlin, Oxford 1995, S. 292–314.
- Ion diffusion in the soil-root system (gemeinsam mit  Norbert Claassen). In: Advances in Agronomy Bd. 61, 1997, S. 53–110.